# Saison 2006 de l'équipe cycliste Agritubel
L'équipe cycliste Agritubel faisait partie en 2006 des équipes continentales professionnelles.

## Effectif
| Cycliste              | Date de naissance | Nationalité | Équipe 2005                   |
| --------------------- | ----------------- | ----------- | ----------------------------- |
| Christophe Agnolutto  | 06.12.1969        | France      |                               |
| Linas Balčiūnas       | 14.02.1978        | Lituanie    |                               |
| Aivaras Baranauskas   | 06.04.1980        | Lituanie    | E2 - VC Roubaix LM (néo-pro)  |
| Stéphane Bergès       | 09.01.1975        | France      |                               |
| Mickaël Buffaz        | 21.05.1979        | France      |                               |
| Manuel Calvente       | 14.08.1976        | Espagne     | Team CSC                      |
| Gilles Canouet        | 20.01.1976        | France      |                               |
| Cédric Coutouly       | 26.01.1980        | France      |                               |
| Nicolas Crosbie       | 02.04.1980        | France      |                               |
| Hans Dekkers          | 07.08.1981        | Pays-Bas    | Rabobank Continental          |
| Moisés Dueñas         | 10.05.1981        | Espagne     | Relax-Fuenlabrada             |
| Romain Feillu         | 16.04.1984        | France      | E2 - CCNO (néo-pro)           |
| Eduardo Gonzalo       | 25.08.1983        | Espagne     | E2 - FC Barcelona (néo-pro)   |
| Benjamin Johnson      | 07.01.1983        | Australie   |                               |
| Christophe Laurent    | 26.07.1977        | France      |                               |
| José Alberto Martínez | 10.09.1975        | Espagne     |                               |
| Juan Miguel Mercado   | 08.07.1978        | Espagne     | Quick Step-Innergetic         |
| Lénaïc Olivier        | 17.11.1977        | France      |                               |
| Samuel Plouhinec      | 05.03.1976        | France      | Bretagne-Jean Floc'h          |
| Freddy Ravaleu        | 08.04.1977        | France      | E2 - Team Bigot 79 (néo-pro)  |
| Denis Robin           | 27.06.1979        | France      |                               |
| Benoît Salmon         | 09.05.1974        | France      |                               |
| Benoît Sinner         | 07.08.1984        | France      | E2 - UC Chateauroux (néo-pro) |

## Victoires
Victoire sur le ProTour
| Date       | Course                      | Pays   | Classe              | Vainqueur |
| ---------- | --------------------------- | ------ | ------------------- | --------- |
| 12/07/2006 | 10e étape du Tour de France | France | Juan Miguel Mercado |           |

Victoire sur l'UCI Europe Tour 2006
| Date       | Course                                    | Pays      | Classe                | Vainqueur |
| ---------- | ----------------------------------------- | --------- | --------------------- | --------- |
| 26/03/2006 | 3e étape du Critérium international (CLM) | France    | José Alberto Martínez |           |
| 15/04/2006 | 3e étape du Rhône-Alpes Isère Tour        | France    | Eduardo Gonzalo       |           |
| 21/05/2006 | 3e étape du Circuit de Lorraine           | France    | Eduardo Gonzalo       |           |
| 28/05/2006 | Classement général du Tour de Bavière     | Allemagne | José Alberto Martínez |           |
| 16/06/2006 | 1re étape des Boucles de la Mayenne       | France    | Benoît Sinner         |           |
| 02/09/2006 | 3e étape du Tour de l'Avenir              | France    | Hans Dekkers          |           |
| 05/09/2006 | 6e étape du Tour de l'Avenir              | France    | Moisés Dueñas         |           |
| 09/09/2006 | Classement général du Tour de l'Avenir    | France    | Moisés Dueñas         |           |

Championnats
| Date       | Course                                 | Pays     | Classe        | Vainqueur |
| ---------- | -------------------------------------- | -------- | ------------- | --------- |
| 16/07/2006 | Championnat d'Europe sur route espoirs | Pays-Bas | Benoît Sinner |           |

## Classement sur l'UCI Europe Tour

### Individuel
Classement à l'UCI Europe Tour 2006 des coureurs de l'équipe Agritubel.
| Rang | Coureur               | Points |
| ---- | --------------------- | ------ |
| 46   | José Alberto Martínez | 204    |
| 90   | Cédric Coutouly       | 157    |

### Équipe
L'équipe Agritubel a terminé à la 14e place avec 993 points.